# Pilea somae
Pilea somae är en nässelväxtart som beskrevs av Bunzo Hayata. Pilea somae ingår i släktet pileor, och familjen nässelväxter. Inga underarter finns listade i Catalogue of Life.